# فيليبي غارسيا
فيليبي غارسيا (بالإسبانية: Felipe García) مواليد 20 أكتوبر 1993، هو لاعب كرة يد تشيلي يلعب كحارس مرمى. مثل منتخب تشيلي لكرة اليد.

## سجل المنافسة
شارك في البطولات التالية:
- بطولة العالم لكرة اليد للرجال 2015